# Flughafen Barrow

i7
i11
i13

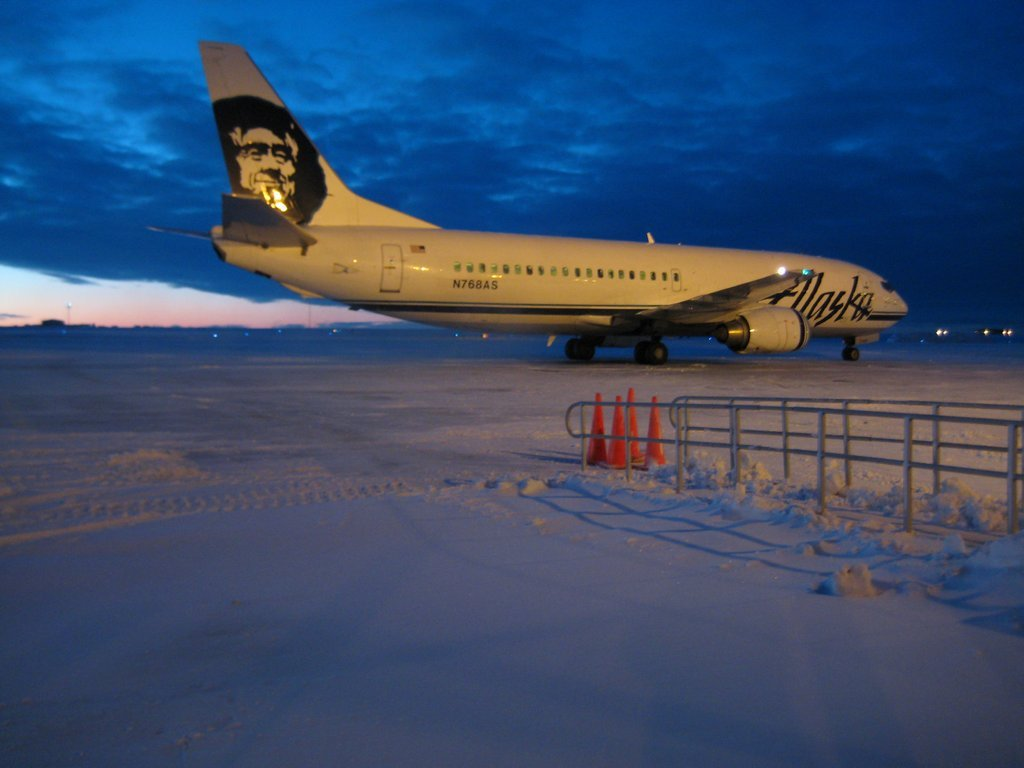
Eine Boeing 737-400 der Alaska Airlines am Flughafen Barrow, in der Dämmerung des Dezembers 2007.

Der Flughafen Barrow (englisch Wiley Post-Will Rogers Memorial Airport, IATA-Code: BRW, ICAO-Code: PABR)  ist ein öffentlicher Flughafen, der sich nahe der Stadt Utqiaġvik (ehemals Barrow), Alaska, befindet. Der Flughafen wird durch den Staat betrieben. Gelegen auf 71.29°N, ist er der nördlichste Flughafen auf US-amerikanischem Territorium. Der Flughafen ist benannt nach dem Komiker Will Rogers und dem Piloten Wiley Post, die beide etwa 14 km entfernt am Point Barrow bei einem Flugzeugabsturz 1935 ums Leben kamen.

## Infrastruktur
Der Flughafen hat eine Piste (07/25) aus Asphalt, die 2000 Meter lang und 46 Meter breit ist.

## Zwischenfälle
- Am 5. Mai 1970 wurde eine Lockheed L-1049H Super Constellation der US-amerikanischen North Slope Supply Comp (Luftfahrzeugkennzeichen N174W) vor der Landebahn am Flughafen Barrow aufgesetzt und kollidierte mit einem Schneehaufen. Dadurch brach das linke Hauptfahrwerk zusammen; die linke Tragfläche und das Leitwerk lösten sich. Das Wetter war mit Schneetreiben und schlechter Sicht eher ungünstig. Alle drei Besatzungsmitglieder, die einzigen Insassen auf dem Frachtflug, überlebten den Unfall. Das Flugzeug wurde irreparabel beschädigt.[3]

- Am 17. August 2003 wurde eine Reims-Cessna F406 der Hageland Aviation Services (N6591L) auf einem Frachtflug vom Flughafen Barrow zum Flughafen Wainwright in Alaska in die Tschuktschensee geflogen. Die beiden Personen an Bord der Maschine kamen ums Leben. Die Auswertung der Radardaten und Aussagen eines ortskundigen Piloten ließen darauf schließen, dass die Maschine ins Meer geflogen wurde, nachdem die Insassen den Flug für eine Walbeobachtung zweckentfremdet hatten (siehe auch Flugunfall einer Reims-Cessna F406 der Hageland Aviation Services).[4]